# Yazeed Al-Rajhi
Yazeed Al-Rajhi (Riad, 5 maggio 1981) è un pilota di rally saudita, vincitore del Rally Dakar 2025.

## Carriera
Al-Rajhi è un uomo d'affari, imprenditore e magnate saudita. Figlio dell'uomo d'affari Sheikh Muhammad bin Abdulaziz Al-Rajhi, è nato e cresciuto a Riyadh. Ha iniziato la sua attività lavorativa in tenera età quando il padre lo ha nominato nel 1998 osservatore dell'Ufficio della proprietà privata, per poi diventarne il direttore generale in tutto il Regno nel 2004, successivamente ricopre posizioni di alto livello.
Allo stesso tempo, Yazeed è un pilota di rally e due volte campione della Coppa del Mondo FIA nel 2021 e 2022. Due volte vincitore del campionato locale, il Campionato Toyota Saudita nel 2019 e 2022. Yazeed ha gareggiato nel Campionato del mondo rally e in altri eventi di rally internazionali dal 2007 e ha smesso alla fine del 2018. Successivamente ha iniziato a partecipare ai rally di cross-country e il suo debutto al Rally Dakar è stato nel 2015; anno in cui, pur ritirandosi dalla manifestazione, ottiene la prima vittoria di tappa.

## Risultati

### WRC
| 2008 | Scuderia | Vettura               |  |  |  |     |     |  |  |  |  |  |  |  |  |  |  |  | Punti | Pos. |
| ---- | -------- | --------------------- |  |  |  | --- | --- |  |  |  |  |  |  |  |  |  |  |  | ----- | ---- |
| 2008 |          | Subaru Impreza STi N4 |  |  |  | Rit | Rit |  |  |  |  |  |  |  |  |  |  |  | 0     |      |

| 2010 | Scuderia             | Vettura           |  |  |    |  |  |  |  |  |  |  |  |  |  |  |  |  | Punti | Pos. |
| ---- | -------------------- | ----------------- |  |  | -- |  |  |  |  |  |  |  |  |  |  |  |  |  | ----- | ---- |
| 2010 | Al-Rajhi Racing Team | Peugeot 207 S2000 |  |  | 13 |  |  |  |  |  |  |  |  |  |  |  |  |  | 0     |      |

| 2011 | Scuderia             | Vettura                             |  |  |     |  |     |  |     |  |     |  |    |     |     |  |  |  | Punti | Pos. |
| ---- | -------------------- | ----------------------------------- |  |  | --- |  | --- |  | --- |  | --- |  | -- | --- | --- |  |  |  | ----- | ---- |
| 2011 | Al-Rajhi Racing Team | Peugeot 207 S2000 Ford Fiesta S2000 |  |  | Rit |  | Rit |  | Rit |  | Rit |  | 34 | Rit | Rit |  |  |  | 0     |      |

| 2012 | Scuderia      | Vettura         |  |    |  |     |  |   |    |    |     |    |    |  |    |  |  |  | Punti | Pos. |
| ---- | ------------- | --------------- |  | -- |  | --- |  | - | -- | -- | --- | -- | -- |  | -- |  |  |  | ----- | ---- |
| 2012 | Yazeed Racing | Ford Fiesta RRC |  | 24 |  | Rit |  | 8 | 28 | 17 | Rit | 16 | 18 |  | 15 |  |  |  | 4     | 26º  |

| 2013 | Scuderia      | Vettura         |  |    |  |  |  |  |  |    |  |    |  |    |    |  |  |  | Punti | Pos. |
| ---- | ------------- | --------------- |  | -- |  |  |  |  |  | -- |  | -- |  | -- | -- |  |  |  | ----- | ---- |
| 2013 | Yazeed Racing | Ford Fiesta RRC |  | 10 |  |  |  |  |  | 12 |  | 12 |  | 12 | 18 |  |  |  | 1     | 29º  |

| 2014 | Scuderia      | Vettura         |  |    |  |  |  |     |    |    |  |     |  |  |  |  |  |  | Punti | Pos. |
| ---- | ------------- | --------------- |  | -- |  |  |  | --- | -- | -- |  | --- |  |  |  |  |  |  | ----- | ---- |
| 2014 | Yazeed Racing | Ford Fiesta RRC |  | 14 |  |  |  | Rit | 13 | 13 |  | Rit |  |  |  |  |  |  | 0     |      |

| 2015 | Scuderia      | Vettura         |  |    |  |  |     |     |  |  |  |     |  |     |  |  |  |  | Punti | Pos. |
| ---- | ------------- | --------------- |  | -- |  |  | --- | --- |  |  |  | --- |  | --- |  |  |  |  | ----- | ---- |
| 2015 | Yazeed Racing | Ford Fiesta RRC |  | 16 |  |  | Rit | Rit |  |  |  | Rit |  | Rit |  |  |  |  | 0     |      |

| 2016 | Scuderia      | Vettura            |  |     |  |  |    |     |     |     |  |  |  |  |     |  |  |  | Punti | Pos. |
| ---- | ------------- | ------------------ |  | --- |  |  | -- | --- | --- | --- |  |  |  |  | --- |  |  |  | ----- | ---- |
| 2016 | Yazeed Racing | Ford Fiesta RS WRC |  | Rit |  |  | 11 | Rit | Rit | Rit |  |  |  |  | Rit |  |  |  | 0     |      |

| 2017 | Scuderia      | Vettura            |  |  |  |  |  |  |    |  |  |  |  |     |  |  |  |  | Punti | Pos. |
| ---- | ------------- | ------------------ |  |  |  |  |  |  | -- |  |  |  |  | --- |  |  |  |  | ----- | ---- |
| 2017 | Yazeed Racing | Ford Fiesta RS WRC |  |  |  |  |  |  | 13 |  |  |  |  | Rit |  |  |  |  | 0     |      |

| 2018 | Scuderia      | Vettura            |  |     |  |  |  |     |     |  |  |     |  |  |  |  |  |  | Punti | Pos. |
| ---- | ------------- | ------------------ |  | --- |  |  |  | --- | --- |  |  | --- |  |  |  |  |  |  | ----- | ---- |
| 2018 | Yazeed Racing | Ford Fiesta RS WRC |  | Rit |  |  |  | Rit | Rit |  |  | Rit |  |  |  |  |  |  | 0     |      |

| Legenda | 1º posto | 2º posto | 3º posto | A punti | Senza punti | Ritirato | Squalificato | NP=Non partito C=Gara cancellata | Apice=Power stage |

#### SWRC/WRC2
| 2012 | Scuderia      | Vettura         |  |   |  |     |  |  |   |   |  |   |   |  |   |  |  |  | Punti | Pos. |
| ---- | ------------- | --------------- |  | - |  | --- |  |  | - | - |  | - | - |  | - |  |  |  | ----- | ---- |
| 2012 | Yazeed Racing | Ford Fiesta RRC |  | 5 |  | Rit |  |  | 4 | 2 |  | 3 | 2 |  | 3 |  |  |  | 88    | 3º   |

| 2013 | Scuderia      | Vettura         |  |   |  |  |  |  |  |   |  |   |  |   |   |  |  |  | Punti | Pos. |
| ---- | ------------- | --------------- |  | - |  |  |  |  |  | - |  | - |  | - | - |  |  |  | ----- | ---- |
| 2013 | Yazeed Racing | Ford Fiesta RRC |  | 1 |  |  |  |  |  | 4 |  | 3 |  | 2 | 8 |  |  |  | 74    | 5º   |

| 2014 | Scuderia      | Vettura         |  |   |  |  |  |     |   |   |  |     |  |  |  |  |  |  | Punti | Pos. |
| ---- | ------------- | --------------- |  | - |  |  |  | --- | - | - |  | --- |  |  |  |  |  |  | ----- | ---- |
| 2014 | Yazeed Racing | Ford Fiesta RRC |  | 4 |  |  |  | Rit | 3 | 4 |  | Rit |  |  |  |  |  |  | 39    | 11º  |

| 2015 | Scuderia      | Vettura         |  |   |  |  |     |     |  |  |  |     |  |     |  |  |  |  | Punti | Pos. |
| ---- | ------------- | --------------- |  | - |  |  | --- | --- |  |  |  | --- |  | --- |  |  |  |  | ----- | ---- |
| 2015 | Yazeed Racing | Ford Fiesta RRC |  | 4 |  |  | Rit | Rit |  |  |  | Rit |  | Rit |  |  |  |  | 12    | 27º  |

| Legenda | 1º posto | 2º posto | 3º posto | A punti | Senza punti | Ritirato | Squalificato | NP=Non partito C=Gara cancellata | Apice=Power stage |

#### WRC Trophy
| 2017 | Scuderia      | Vettura            |  |  |  |  |  |  |   |  |  |  |  |     |  |  |  |  | Punti | Pos. |
| ---- | ------------- | ------------------ |  |  |  |  |  |  | - |  |  |  |  | --- |  |  |  |  | ----- | ---- |
| 2017 | Yazeed Racing | Ford Fiesta RS WRC |  |  |  |  |  |  | 1 |  |  |  |  | Rit |  |  |  |  | 25    | 5º   |

| Legenda | 1º posto | 2º posto | 3º posto | A punti | Senza punti | Ritirato | Squalificato | NP=Non partito C=Gara cancellata | Apice=Power stage |

### W2RC
| Anno | Scuderia         | Vettura                    | 1         | 2        | 3       | 4       | 5       | Pos. | Punti |
| ---- | ---------------- | -------------------------- | --------- | -------- | ------- | ------- | ------- | ---- | ----- |
| 2022 | Overdrive Toyota | Toyota Hilux Overdrive     | DAK 321   | ABU 1215 | MAR 412 | AND 311 |         | 3°   | 121   |
| 2023 | Overdrive Racing | Toyota Hilux Overdrive Evo | DAK 3019  | ABU 114  | SON 218 | DES 312 | MAR 113 | 2°   | 181   |
| 2024 | Overdrive Racing | Toyota Hilux Overdrive Evo | DAK Rit18 | ABU 212  | ULT 513 | DES 122 | MAR 39  | 2°   | 160   |
| 2025 | Overdrive Racing | Toyota Hilux Overdrive Evo | DAK 120   | ABU 191  | SUD     | ULT     | MAR     |      | 73    |

### Rally Dakar
| Anno | Classe | Scuderia                           | Vettura                      | Pos. | TV |
| ---- | ------ | ---------------------------------- | ---------------------------- | ---- | -- |
| 2015 | Auto   | Yazeed Racing                      | Toyota Hilux                 | Rit  | 1  |
| 2016 | Auto   | Toyota Gazoo Racing South Africa   | Toyota Hilux                 | 11º  | 0  |
| 2017 | Auto   | X-raid Mini John Cooper Works Team | Mini John Cooper Works Rally | 27°  | 0  |
| 2018 | Auto   | X-raid Team                        | Mini John Cooper Works Buggy | Rit  | 0  |
| 2019 | Auto   | X-raid Team                        | Mini John Cooper Works Rally | 7º   | 0  |
| 2020 | Auto   | Overdrive Toyota                   | Toyota Hilux                 | 4º   | 0  |
| 2021 | Auto   | Overdrive Toyota                   | Toyota Hilux                 | 16º  | 2  |
| 2022 | Auto   | Overdrive Toyota                   | Toyota Hilux                 | 3º   | 0  |
| 2023 | Auto   | Overdrive Racing                   | Toyota Hilux                 | 86º  | 1  |
| 2024 | Auto   | Overdrive Racing                   | Toyota Hilux                 | Rit  | 3  |
| 2025 | Auto   | Overdrive Racing                   | Toyota Hilux                 | 1º   | 1  |

## Palmarès
- 1 Baja Russia: 2014
- 4 Italian Baja: 2014, 2021, 2022, 2023
- 1 Egypt Rally: 2014
- 1 Silk Way Rally: 2018
- 1 Kazakhstan Rally: 2018
- 1 Rally Qassim: 2019
- 1 Alu Neom Rally: 2019
- 1 Baja Dubai: 2021
- 1 Abu Dhabi Desert Challenge: 2023
- 1 Rally del Marocco: 2023
- 1 Desafio Ruta 40: 2024